# ジョーダン・ハミルトン
ジョーダン・ハミルトン（Jordan Hamilton, 1990年10月6日 - ）は、アメリカ合衆国のプロバスケットボール選手。カリフォルニア州ロサンゼルス出身。ポジションはスモールフォワード兼パワーフォワード。

## 経歴
高校時代はバスケットボール殿堂入りのデニス・ジョンソンをはじめ、タイソン・チャンドラーやブランドン・ジェニングスなどが通っていた、地元のドミンゲス高校で活躍。大学はテキサス大学に進学し、トリスタン・トンプソンやコーリー・ジョセフらと共にプレー。2010-2011シーズンにはNCAAの2ndチームにも選出されるなど注目された 。
2年間テキサス大学でプレーしたハミルトンは、2011年のNBAドラフトにアーリーエントリーを表明。26位でダラス・マーベリックスから指名された後、当日にデンバー・ナゲッツとのトレードが行われ、権利がナゲッツに移動し、プロ生活がスタート。しかし、シーズン開幕して間もなくDリーグ行きを命じられるなど、結果を残せず、3年でナゲッツに見切りを付けられ、2014年2月20日にヒューストン・ロケッツに放出された。
2014-2015シーズンはDリーグで再出発。Dリーグのオールスターゲームに出場した後、2015年2月24日にロサンゼルス・クリッパーズと10日間契約を結び、後にシーズン終了までの契約を結んだが、8月1日に解雇された。
2015-2016シーズンはロシアで再出発するも馴染めず帰国。その後2016年2月にリオグランデバレー・バイパーズと契約した後、3月25日にニューオーリンズ・ペリカンズと10日間契約を結び、残りシーズンを過ごした。
2016年以降は海外リーグでプレーし、2020年よりB.LEAGUEに活躍の場を移す。2020-21シーズンは滋賀レイクスターズで、2021-22シーズンは熊本ヴォルターズでプレー。2022年12月13日、滋賀に復帰。2023年2月より西宮ストークスに期限付き移籍。
2023年10月6日、青森ワッツと契約した。
B.LEAGUE・仙台89ERSでプレーしている小寺ハミルトンゲイリーは実の兄。